# چوخا (شهر)
چوخا (به لاتین: Mebisa) یک منطقهٔ مسکونی در بوتان (کشور) است که در Bjacho Gewog واقع شده‌است. چوخا ۲٬۸۵۵ نفر جمعیت دارد.